# Respite
Respite es el sexto episodio de la quinta temporada y cuadragésimo octavo episodio a lo largo de la serie de drama y ciencia ficción de TNT Falling Skies. Fue escrito por Ayanna A. Floyd y dirigido por Jonathan Frakes. Fue estrenado el 2 de agosto de 2015 en Estados Unidos.
Tom se refugia con una familia que se ha mantenido al margen de la lucha. El romance entre Hal e Isabella crece a medida que la búsqueda de Tom avanza y la 2nd Mass localiza un dispositivo Espheni. Finalmente, Maggie toma una decisión.

## Argumento
Tom despierta en una granja con una familia que ha mantenido a sus niños alejados de la guerra. La 2nd Mass llega a una destilería de whisky donde la tecnología Volm indica que puede haber algún tipo de artefacto utilizado para la comunicación entre los Supremos. Mientras tanto, Maggie le confiesa a Anne que desea extirpar las púas de su cuerpo y poder decidir qué es lo que siente por Ben y Hal. Por otra parte, Isabella y Hal encuentran al Avispón que tomó a Tom y comparten un beso. Tom intenta convencer a Alicia de decirle la verdad a sus hijos pero ella se niega a hacerlo, sin embargo, Kyle escapa y descubre la verdadera situación, decidiendo unirse a la 2nd Mass. Ante la negativa de Anne para extirpar las púas de Maggie, Cochise se ofrece hacerlo y Marty descubre el dispositivo Espheni. Finalmente, Hal e Isabella se reúnen con Tom y Ben se entera de la decisión que Maggie tomó.

## Elenco
| - Noah Wyle como Tom Mason. - Moon Bloodgood como Anne Glass. - Drew Roy como Hal Mason. - Connor Jessup como Ben Mason. - Maxim Knight como Matt Mason. - Colin Cunningham como John Pope. - Sarah Sanguin Carter como Maggie. - Mpho Koahu como Anthony. - Doug Jones como Cochise. - Will Patton como Daniel Weaver. | - Todd Weeks como Marty. - Chelah Horsdal como Alicia. - Brendan Meyer como Kyle. - Timothy Webber como Willie McComb. - Dakota Guppy como Jessica. - Dean Petriw como Zach. - Treva Etienne como Dingaan Botha. - Catalina Sandino Moreno como Isabella. |

## Recepción

### Recepción de la crítica
Chris Carabott de IGN calificó al episodio como mediocre y le otorgó una puntuación de 5.8 sobre 10, comentando: "Respite es una distracción para olvidar que su intención principal es estirar la narrativa en estos pocos episodios finales de la temporada. Tom se quedó atrapado con una familia que nada tiene que ver con la guerra. La necesidad de Maggie para sacar a Ben de su cerebro estaba bien, pero inoportuna. Marty, eres el verdadero héroe".

### Recepción del público
En Estados Unidos, Respite fue visto por 1.94 millones de espectadores, recibiendo 0.4 millones de espectadores entre los 18 y 49 años, de acuerdo con Nielsen Media Research.